# Elaphoglossum heterolepium
Elaphoglossum heterolepium är en träjonväxtart som beskrevs av Cornelis Rugier Willem Karel van Alderwerelt van Rosenburgh. Elaphoglossum heterolepium ingår i släktet Elaphoglossum och familjen Dryopteridaceae. Inga underarter finns listade.